# Cheryl Chin

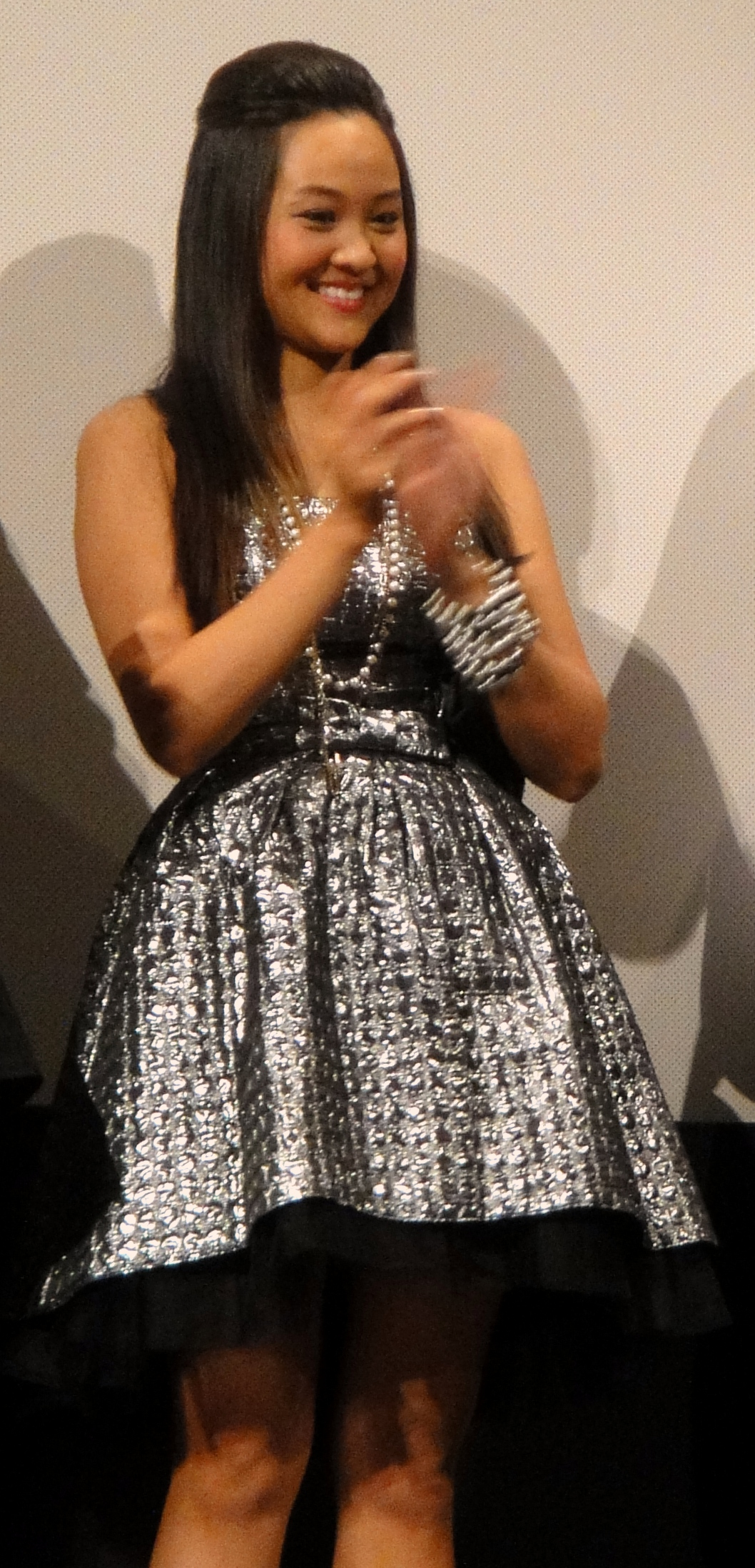
Cheryl Chin, 2010

Cheryl Chin (* 11. November 1979 in Singapur) ist eine singapurische Schauspielerin.

## Leben
Chin verbrachte als Kind drei Jahre in Malaysia, dem Geburtsland ihres Vaters. Nach der Scheidung heiratete ihre Mutter einen US-Amerikaner, worauf die Familie 1993 nach Virginia zog. Chin zog Ende der 1990er Jahre zurück nach Singapur, um dort eine Schauspielkarriere aufzunehmen. Sie erhielt 1999 eine Gastrolle in der Sitcom Under One Roof, jedoch zunächst keine Anschlussangebote. 2003 und 2004 wurde sie von der singapurischen Ausgabe des FHM Magazin in die Liste der 100 Sexiest Women in the World gewählt. 2003 gewann sie die singapurische Ausgabe von Star Search und nahm daraufhin an der asiatischen Finalshow gegen Konkurrenten aus der Volksrepublik China und Malaysia teil, wo sie zweitplatzierte wurde. Sie erhielt einen Vertrag beim nationalen singapurischen Fernsehsender Mediacorp und spielte in verschiedenen Fernsehserien, Fernsehfilmen und Shows. 2004 kehrte sie in die Vereinigten Staaten zurück.
2009 spielte sie in der Fernsehproduktion Mongolian Death Worms neben Sean Patrick Flanery und in der Filmkomödie The 2 Bobs an der Seite von Devin Ratray. Im Jahr darauf war sie in Robert Rodriguez’ Machete unter anderem neben Robert De Niro, Jessica Alba und Jeff Fahey zu sehen. Im selben Jahr wirkte sie in sechs Episoden der VH1-Realityshow Dad Camp mit.

## Filmografie
- 1999: Under One Roof (Fernsehserie, zwei Folgen)
- 2003: First Touch (Fernsehserie, eine Folge)
- 2004: Tu ran fa cai
- 2009: The 2 Bobs
- 2010: Monster Worms – Angriff der Monsterwürmer (Mongolian Death Worm, Fernsehfilm)
- 2010: Dad Camp (Fernsehserie, drei Folgen)
- 2010: Machete
- 2011: Inside the Darkness – Ruhe in Frieden (Beneath the Darkness)